# 第二次ソロモン海戦
第二次ソロモン海戦（だいにじソロモンかいせん）は、第二次世界大戦の太平洋戦争において、1942年（昭和17年）8月23日から25日にかけてソロモン諸島の北で戦われた大日本帝国軍と連合国軍との間の海戦。連合軍側の呼称は東部ソロモン海戦（Battle of the Eastern Solomons）。
ガダルカナル島の戦いにともない大日本帝国海軍はガダルカナル島への増援部隊を乗せた輸送船団と掩護部隊（第二艦隊、第三艦隊）を派遣し、これをアメリカ海軍の空母機動部隊と基地航空隊が邀撃した。
8月24日の航空戦で日本海軍は軽空母「龍驤」を喪失し水上機母艦「千歳」が損傷、アメリカ海軍は空母「エンタープライズ」が中破した。翌25日、アメリカ軍の空襲で駆逐艦「睦月」と輸送船（特設巡洋艦）「金龍丸」が沈没、ガダルカナル島への兵員輸送にも失敗して敗北した。日本海軍は駆逐艦による鼠輸送によってガダルカナル島への補給や増援を行うことになった。

## 背景
1942年（昭和17年）6月上旬のミッドウェー海戦で日本軍は主力空母4隻を一挙に失い、FS作戦は延期となった。代わりとしてソロモン諸島、ニューギニア諸島に航空基地を建造しオーストラリアを孤立化させるSN作戦を発動し、ガダルカナル島に飛行場を建設した。
同年8月7日、アメリカ軍を基幹とする連合国軍はウォッチタワー作戦を発動し、ガダルカナル島とツラギ島にアメリカ海兵隊が上陸、フロリダ諸島の戦いの末に占領した。これに対し日本軍はニューブリテン島ラバウル基地から南東方面部隊（指揮官は第十一航空艦隊司令長官）の航空部隊を、続いて外南洋部隊（指揮官は第八艦隊司令長官）を送り込んだ。アメリカ軍の空母機動部隊（第61任務部隊）が事前に撤退していたこともあり、同月8日-9日にかけて第一次ソロモン海戦が生起し、日本軍は夜戦で勝利した。
護衛部隊が壊滅したことを受け、アメリカ軍輸送船団は物資の揚陸を中止すると、ガ島やツラギ島に展開中のアメリカ海兵隊を残して撤退した。だが、日本軍も海軍陸戦隊を乗せた輸送船団が撃退されガダルカナル・ツラギ早期奪回は頓挫する。さらに、海軍航空隊が輸送船団数十隻を撃沈したという誤認戦果の報告や、前線からの未確認情報を信じたため、日本軍上層部は上陸したアメリカ軍海兵隊の戦力を約3,000名と誤認し、ミッドウェー作戦用に準備を整えていた一木清直陸軍大佐指揮下の一木支隊をガダルカナル島へ転用し、この兵力でガダルカナル島を奪回できると判断した。
一木支隊の壊滅の報を受ける前、8月25日ごろまでにガダルカナル島奪回を完了することを決め、一木支隊の支援と奪回を確実にすべく、川口清健少将率いる川口支隊の投入を決定。近藤信竹中将の第二艦隊、南雲忠一中将の第三艦隊が増援部隊輸送の支援を行うこととなった。
第二艦隊は8月11日、第一航空戦隊の空母3隻（翔鶴、瑞鶴、龍驤）を主力とする第三艦隊は16日に、17日には戦艦大和以下山本五十六連合艦隊司令長官も、それぞれトラックに向け出撃した}。
8月17日、一木支隊先遣隊を乗せた有賀幸作第4駆逐隊司令指揮下の駆逐艦6隻（嵐、萩風、浦風、谷風、浜風、陽炎）がトラックを出発し、18日にガダルカナル島へ揚陸させた。なお「萩風」は空襲で損傷し、「嵐」と共にトラックへ撤退。また、第17駆逐隊（浦風、谷風、浜風）はラビの戦いに参加する事が決まっており、ラバウルへ移動した。このため、ガダルカナル島海域に残ったのは「陽炎」1隻となり、単艦で偵察や対地砲撃をおこなった。
このように日本軍は、第一次ソロモン海戦後に師団のような大規模な上陸兵力を投入するなどの積極的な行動をせず、ガダルカナル島からアメリカ海兵隊を撃退する絶好のチャンスを逃した。逆にアメリカ海兵隊は遺棄された日本軍の器材を利用して、ヘンダーソン飛行場を完成させた。

## 海戦前の動向
アメリカ軍は空母エンタープライズ、サラトガ、ワスプを主力とする第61任務部隊（F・J・フレッチャー中将）をこの方面に進出させた。
8月19日、第二艦隊第二水雷戦隊旗艦神通（司令官田中頼三少将）に護衛され、一木支隊第二梯団がトラックを出発した。同日、外南洋部隊および田中司令官は江風に対し、陽炎と任務を交替するよう下令した。江風は船団・護衛部隊（第二水雷戦隊）から分離してガ島海域へ先行、燃料不足の陽炎とガダルカナル島周辺警戒任務を交代した。
日本側は一木支隊出発後に川口支隊の輸送を始めていたが、20日に偵察機がガダルカナル島南東で空母を含む艦隊を発見したため、輸送を一時中止した。そして、ガダルカナル島海域の航空優勢の確立のため、第三艦隊はトラック入港を取りやめ南下した。さらに、トラックにあった第二艦隊（近藤信竹中将）も同日出撃した。戦艦「陸奥」は第2駆逐隊（村雨、五月雨、春雨）のトラック島到着を待ってトラックを出撃した。
8月20日、アメリカ軍は既に完成させていたヘンダーソン飛行場に航空隊を進出させることを試み、護衛空母ロング・アイランドが軽巡洋艦ヘレナと駆逐艦一隻の護衛のもと、戦闘機F4Fワイルドキャット19、急降下爆撃機SBDドーントレス12機を輸送した。ここにカクタス航空部隊の運用が始まった。日本軍はこれをアメリカ機動部隊と誤認し、輸送船団を一旦後退させた。
8月21日、一木支隊先遣隊はヘンダーソン飛行場を目指してアメリカ海兵隊に攻撃を行ったが、戦死者約800名を出して敗退、海兵隊の戦死者は約40名だった。
ラバウル基地の第十一航空艦隊と第二十六航空戦隊は米軍空母を求めて攻撃隊を発進させたが、何の成果もなかった。
8月22日未明、「江風」は単艦でルンガ泊地へ突入。警戒中の駆逐艦2隻（ブルー、ヘンリー）と交戦、「ブルー」を撃沈した。
南雲忠一中将率いる第三艦隊は空母を主戦力と明確に位置づけた本格的な機動部隊であったが、日本海軍の規定では、南雲より先任である第二艦隊の近藤信竹中将が第三艦隊を統一指揮することになっていた。しかし、近藤司令部と南雲司令部はお互いの情報交換・戦術のすり合わせを一度も行ったことがなかった。
南雲中将は、珊瑚海海戦での修理を終えレーダー（21号電探）を装備した「翔鶴」に将旗を掲げた。本作戦での南雲機動部隊は2つの集団で構成され、空母3隻と護衛部隊からなる本隊、第十一戦隊（戦艦：比叡、霧島）・第七戦隊（重巡洋艦：鈴谷、熊野）・第八戦隊（重巡洋艦：利根、筑摩)の前衛艦隊に分かれていた。
そして、従来の円形陣形とは異なり、前衛艦隊は空母部隊から100 - 150海里前方に進出して横一列陣形（艦間隔10 - 20km）をとって索敵と敵機の攻撃を吸収する役割を担い、空母はその後ろから縦に連なって続き、真上から見ると「丁」の字の陣形をとった。
いわば囮（）となる前衛艦隊将兵からは不満が続出したが、指揮官達は新陣形・新戦法を検討する時間も与えられないまま最前線へ進出した。機動部隊決戦に向けて前衛と本隊の役割および位置関係についての戦術を説明する機会や時間がなかったため、やむを得ず航空機から筒を投下するという方法で各隊・各艦に配布している。
第一航空戦隊の軽空母「瑞鳳」、角田覚治少将の第二航空戦隊（改装空母：飛鷹、隼鷹）は練度不足のため、日本で訓練を続けている。「瑞鳳」は7月31日にドックから出渠したばかりで出撃準備が終わらず、二航戦の「龍驤」が代艦として第一航空戦隊と行動を共にすることとなったCITEREF桂1999。

## 海戦
8月23日朝、アメリカ軍のPBYカタリナ飛行艇が日本軍の増援部隊を発見する。サラトガから攻撃部隊が送られるが天候不良のため発見できなかった。同日午前、フレッチャーは「日本艦隊はトラック北方にあり」という太平洋艦隊情報部の判断を信用して、第18任務部隊（ワスプ）を燃料補給のため南下させた。南雲機動部隊は索敵を行いつつ南下したが、午後4時ごろ北上した。日本海軍航空隊（基地航空隊）は23日も何の戦果もあげられず、宇垣纏連合艦隊参謀長は「何を目標にしているのだ」と失望している。
8月24日午前0時、陸軍上陸予定日(25日)を前に空母「龍驤」、重巡洋艦「利根」（第八戦隊司令官原忠一少将座乗）、第16駆逐隊（時津風、天津風）を分派してガダルカナル島攻撃に向かわせた。ヘンダーソン飛行場基地に損害を与える事を企図していたと見られる。
詳細な命令は以下の通り。
「カ」号作戦における機動部隊作戦種別左の通り
第一法（特令ナケレバ本法トス）／全軍東方ニ対スル警戒ヲ厳ニシツツ24日0400概ネ地点ケロヒ55附近ニ進出「サンクリストバル」島南東方ノ敵艦隊ヲ捕捉撃滅ス
第二法／利根、龍驤、時津風ヲ以テ支隊トシ第八戦隊司令官指揮ノ下ニ増援部隊ノ支援及「ガダルカナル」ノ攻撃ニ任ジ尓余ノ部隊ハ第一法ニ作戦ス
第三法／支援隊ハ直ニ第二法ニ依リ作戦シ尓余ノ部隊ハ概ネ地点ケユソ55附近ニ適宜行動シ敵ノ動キヲ見テ第一法ニ転ズ
第四法／全軍東方ニ対シ作戦ス
龍驤の航空隊がガダルカナル島の飛行場を攻撃してアメリカ軍機動部隊の注意をひきつけ、その間に第三艦隊主力（翔鶴、瑞鶴）がアメリカ軍機動部隊を撃破するという囮作戦であった。草鹿龍之介第三艦隊参謀長は、増援部隊輸送船団（第二水雷戦隊護衛）が8月25日ガ島上陸予定なので前日中にガ島ヘンダーソン航空基地を叩く必要があり、「（龍驤隊分派について）ミッドウェーの轍を踏むことであるが、この際仕方がなかった」と回想している。
同日9時、アメリカ軍の飛行艇が「龍驤」を発見した。午前11時30分、龍驤からガダルカナル島へ攻撃隊が発進した。フレッチャーは翔鶴と瑞鶴の存在に気付かず、11時45分、サラトガより38機を龍驤に向かわせた。宇垣参謀長は、龍驤がちょうど囮のような役割になったと表現している。12時過ぎ、筑摩水上偵察機がアメリカ艦隊を発見し、消息を絶った。午後1時、一航戦から第1次攻撃隊（関衛少佐:九九式艦上爆撃機27機、零式艦上戦闘機10機）が発進した。午後1時8分、南雲機動部隊はSBDドーントレス2機の奇襲を受け、「翔鶴」の艦橋舷側すれすれに至近弾となった。翔鶴搭載のレーダーはドーントレスを探知して艦橋に報告していたが、喧噪により指揮官達に伝わらなかった。
13時50分、サラトガからの攻撃隊が「龍驤」を発見した。同時刻、アメリカ軍偵察機が龍驤の北方60マイルに南雲機動部隊主力を発見していたものの、電波状態悪化のため母艦とサラトガ攻撃隊の間の連絡がとれず、彼等は目の前の「龍驤」を撃沈したにとどまった。龍驤は爆弾4発、魚雷1本を被弾・被雷し、18時に沈没した。生存者を救助した「利根」と駆逐艦2隻は夜になって機動部隊本隊と合流した。
午後2時、瑞鶴から第2次攻撃隊（高橋定大尉:九九艦爆27、零戦9）が発進するが、第三艦隊は第二艦隊、連合艦隊司令部のいずれにも攻撃隊発進を伝えなかったため、付近を行動していた第二艦隊（近藤艦隊）は敵どころか味方の位置さえ掴めず、独自行動を強いられた。南雲中将が無線封鎖を解いたのは第一次攻撃隊発進後のことであり、第十一戦隊以下の前衛艦隊に「今夜夜戦を以って敵を撃滅すべし」と命令した。近藤は「第一次、第二次攻撃に引き続き第三次夜間雷撃を以てす。なお前衛の夜戦により敵を撃滅せんとす」という南雲部隊の電報を傍受し、米軍の位置を推測しつつ南下している。この時、戦艦「陸奥」は旗艦「愛宕」以下巡洋艦戦隊の高速機動についてゆけず、第2駆逐隊の白露型3隻（村雨、五月雨、春雨）とともに艦隊から分離されてしまった。
午後2時すぎ、第三艦隊前衛の戦艦「比叡」偵察機がアメリカ軍機動部隊を発見、報告する。午後2時28分、日本軍第1次攻撃隊がアメリカ艦隊に対し攻撃を開始する。翔鶴隊と瑞鶴隊の攻撃により、エンタープライズに爆弾3発が命中した。フレッチャーは、無傷だったサラトガより雷撃機TBFアベンジャー5機、急降下爆撃機SBDドーントレス2機を戦闘機の護衛なしで発進させ、近藤艦隊を攻撃して水上機母艦「千歳」に損傷を与えた。対する日本軍の第2次攻撃隊は敵を発見できずに、日没の午後4時15分を迎えた。南雲機動部隊はブーゲンビル島のブカ基地に新郷少佐率いる零戦30機、九七艦攻3機を派遣して帰投した。出番のなかった九七式艦上攻撃機を指揮する村田重治少佐は、第二航空戦隊の奥宮正武航空参謀に「艦爆ばかり出したから、折角やっつけた空母を逃がしたね」と皮肉を述べている。南下していた「愛宕」以下の前衛艦隊も米艦隊を発見できず、24日夜10時ごろに撤収した。
8月24日-25日、第30駆逐隊司令（安武史郎大佐）に率いられた駆逐艦5隻（睦月、弥生、江風、磯風、陽炎）はガダルカナル島ヘンダーソン飛行場に対し艦砲射撃を実施したが、効果はなかった。駆逐艦部隊は北上して田中司令官指揮下の日本軍増援部隊（輸送船団）に合流する。
25日午前6時、両艦隊の陣形変更中にガダルカナル島から飛来したドーントレスおよびB-17からの航空攻撃を受け、第二水雷戦隊旗艦の「神通」が中破、駆逐艦「睦月」、輸送船「金龍丸」が撃沈され、同部隊はガダルカナル島行きを断念した。「神通」は駆逐艦「涼風」に護衛されてトラック泊地へ向かい、翌年1月まで戦線離脱を余儀なくされた。

## その後
日本海軍はこの海戦で軽空母1隻を分派行動させた結果、アメリカ軍機動部隊艦載機の集中攻撃を受けて撃沈されるという点では、1942年5月上旬の珊瑚海海戦における空母「祥鳳」の喪失と共通する点が多いCITEREF桂1999。ただし、珊瑚海と違い、「龍驤」を分派行動させることの危険性を承知したうえでの行動なため、一概にこれまでの戦訓を生かせなかったというわけではないが、結果的に太平洋戦争開戦以来6隻目の空母を失うことになり、珊瑚海海戦の時と違い、敵艦の撃沈もなかったことから戦術および戦略面の両方で敗北となってしまった。
これ以降、日本軍は輸送船による補給を一旦諦め、駆逐艦による輸送および陸軍が大発を用いた輸送（いわゆる「鼠輸送」、「蟻輸送」）を行うようになった。
日本陸軍第17軍では海軍は任務遂行よりも自己艦船の保全を優先している、戦況に関わらず敵の空母のみを攻撃の目標としている、敵の輸送船を攻撃して全般作戦を容易にする着意が認められないといった不満が出た。
アメリカ軍は日本軍にとって貴重な軽空母1隻を撃沈し、さらに日本軍の輸送作戦を阻止して勝利をおさめたものの日本軍主力空母2隻は無傷であり、完勝とは言い難かった。草鹿龍之介参謀長は、B-17爆撃機の発進基地であるエスピリトゥサント島、ニューカレドニア島、ガダルカナル島のヘンダーソン飛行場の空襲圏を「クモの巣」と表現している。南雲機動部隊の戦力では、アメリカ軍機動部隊で補強された「クモの巣」を破ることができなかった。

## 参加艦艇

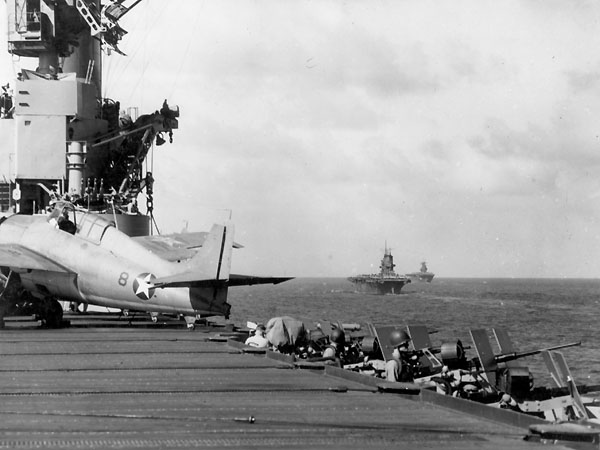
8月12日、ワスプから撮影したサラトガ（中央）とエンタープライズ（遠景）。

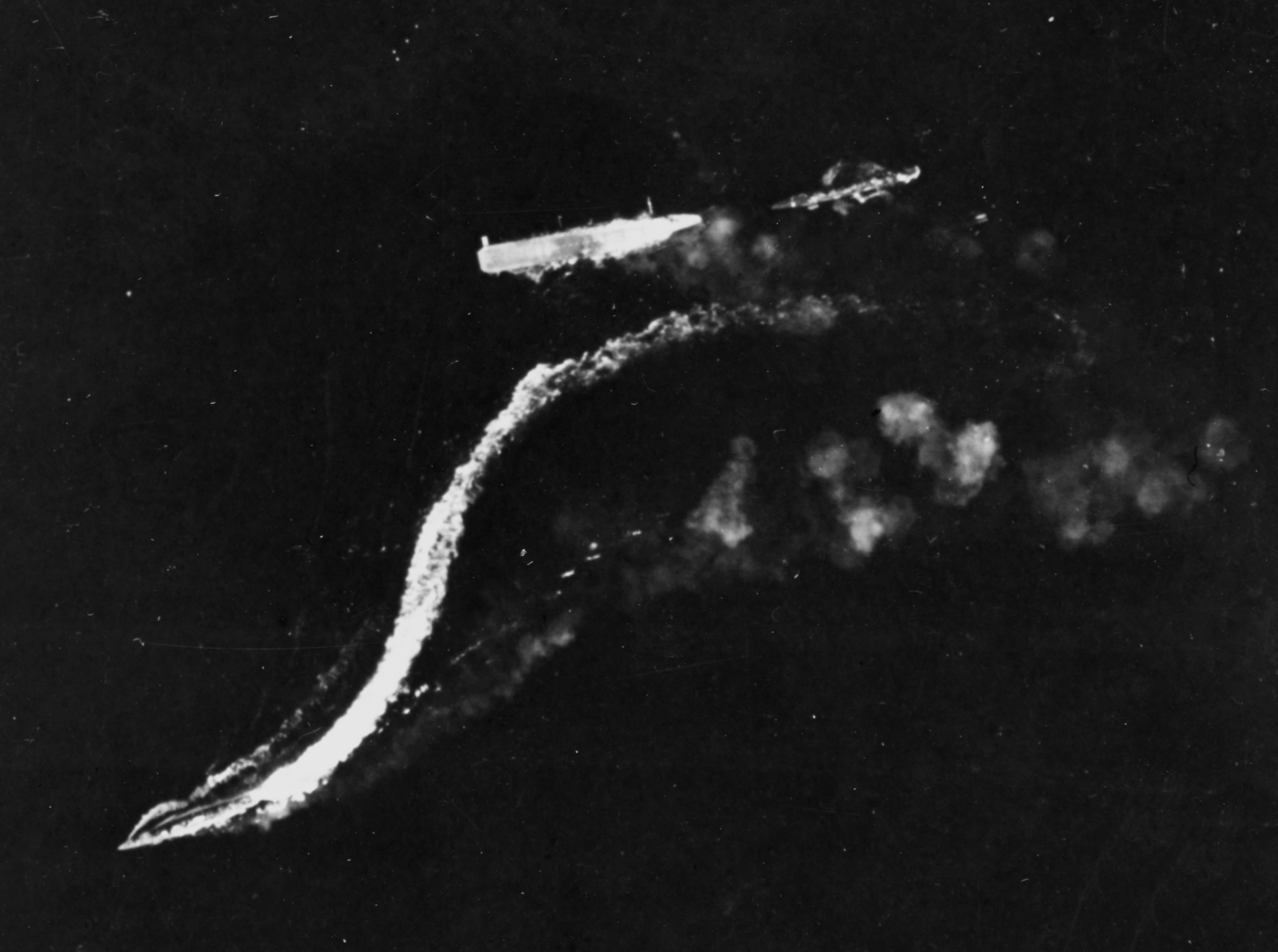
B-17から攻撃を受ける龍驤、天津風、時津風。

第二次ソロモン海戦、両軍戦闘序列

### 日本海軍
第二艦隊
- 近藤信竹中将　旗艦：愛宕
  - 第一戦隊／戦艦:陸奥
  - 第十一航空戦隊：城島高次少将：千歳型水上機母艦千歳
  - 第2南遣艦隊附属／特設水上機母艦：山陽丸
  - 第四戦隊：近藤中将直率：重巡洋艦愛宕、高雄、摩耶
  - 第五戦隊：高木武雄中将：重巡洋艦妙高、羽黒
  - 第四水雷戦隊：高間完少将：軽巡洋艦由良
    - 第2駆逐隊／駆逐艦：村雨、五月雨、春雨
    - 第9駆逐隊／駆逐艦：朝雲、夏雲、峯雲[44]
    - 第27駆逐隊／駆逐艦：白露、時雨、有明、夕暮

第三艦隊
- 司令長官南雲忠一中将、参謀長草鹿龍之介中将
  - 第一航空戦隊：南雲長官直率：航空母艦翔鶴、瑞鶴
  - 第十一戦隊：阿部弘毅少将：戦艦比叡、霧島
  - 第八戦隊：原忠一少将：重巡洋艦利根、筑摩
  - 第七戦隊：西村祥治少将：重巡洋艦熊野、鈴谷
  - 第十戦隊：木村進少将：軽巡洋艦長良
    - 第4駆逐隊：駆逐艦野分、舞風[注釈 7]
    - 第10駆逐隊：駆逐艦秋雲、夕雲、巻雲、風雲
    - 第16駆逐隊：駆逐艦初風、時津風、天津風

  - 第19駆逐隊：駆逐艦浦波、敷波、綾波
- 8月24日の航空戦時、支隊（指揮官原忠一第八戦隊司令官)
  - 航空母艦：龍驤[注釈 8]
  - 重巡洋艦：利根（原少将、第八戦隊旗艦）
  - 第16駆逐隊／駆逐艦：時津風、天津風

南東方面部隊（指揮官塚原二四三中将、第十一航空艦隊司令長官）
- ラバウル航空隊

外南洋部隊（指揮官三川軍一中将、第八艦隊司令長官）
- 重巡洋艦：鳥海
- 第六戦隊（英語版）：五藤存知少将：青葉、衣笠、古鷹

一木支隊第二梯団および海軍陸戦隊輸送船団
- 第2水雷戦隊（田中頼三少将）軽巡洋艦：神通
  -     - 第24駆逐隊／駆逐艦：涼風、海風、江風
    - 第30駆逐隊／駆逐艦：睦月、弥生、卯月、望月
    - 第15駆逐隊／駆逐艦：陽炎（陽炎・磯風・夕凪は別働隊を編成）

  - 第17駆逐隊：磯風
  - 第29駆逐隊：夕凪
  - 偵察隊／哨戒艇：1号、2号、34号、35号
  - 輸送船団／輸送船：ぼすとん丸、大福丸、金龍丸

### アメリカ海軍
第61任務部隊：フランク・J・フレッチャー中将
- 第11任務群
  - フレッチャー中将直率
  - 空母：サラトガ
  - カールトン・H・ライト少将：重巡洋艦ニュー・オーリンズ、ミネアポリス、駆逐艦4隻
- 第16任務群
  - T・C・キンケイド少将
  - 空母：エンタープライズ
  - マーロン・ティスディール少将：戦艦ノース・カロライナ
  - 重巡洋艦：ポートランド
  - 軽巡洋艦：アトランタ
  - 駆逐艦：バルチ（嚮導）、グウィン、グレイソン、ベンハム、モーリィ
- 第18任務群
  - リー・ノイズ（英語版）少将
  - 空母：ワスプ
  - ノーマン・スコット少将：重巡洋艦サンフランシスコ、ソルト・レイク・シティ、軽巡洋艦サン・フアン、駆逐艦7隻

### 損害
- 日本海軍
  - 空母：龍驤沈没
    - 艦載機：25機損失

  - 駆逐艦：睦月沈没
  - 輸送船：金龍丸沈没
  - 軽巡洋艦：神通中破
  - 水上機母艦：千歳中破
- アメリカ海軍
  - 空母：エンタープライズ中破
  - 艦載機：9機損失

### 注
1. ↑  第二艦隊、第六艦隊、第十一航空艦隊（南東方面部隊）、第八艦隊（外南洋部隊）の参加艦艇や参加部隊は省略。
2. ↑  第18任務部隊およびヘンダーソン基地航空隊は省略。
3. ↑  日本陸軍の一木支隊第二梯団、日本海軍の海軍陸戦隊が輸送船3隻に分乗し、これを第二水雷戦隊が護衛、第八艦隊の重巡洋艦が間接護衛する。
4. ↑  連合国側の基地航空隊は、ガダルカナル島ヘンダーソン飛行場に配備されたカクタス航空部隊（英語版）と、エスピリトゥサント島を発進したB-17など。
5. ↑  江風驅艦長[14]　二十二日〇九三一
6. ↑  ただし第二艦隊の編成に誤りがある。
7. ↑  第4駆逐隊司令有賀幸作大佐直率の「嵐」と「萩風」は、一木支隊先遣隊輸送のため別行動。
8. ↑  本来の所属は第二航空戦隊だが、本作戦では第一航空戦隊隷下で行動する。